# 吉奧維內托山

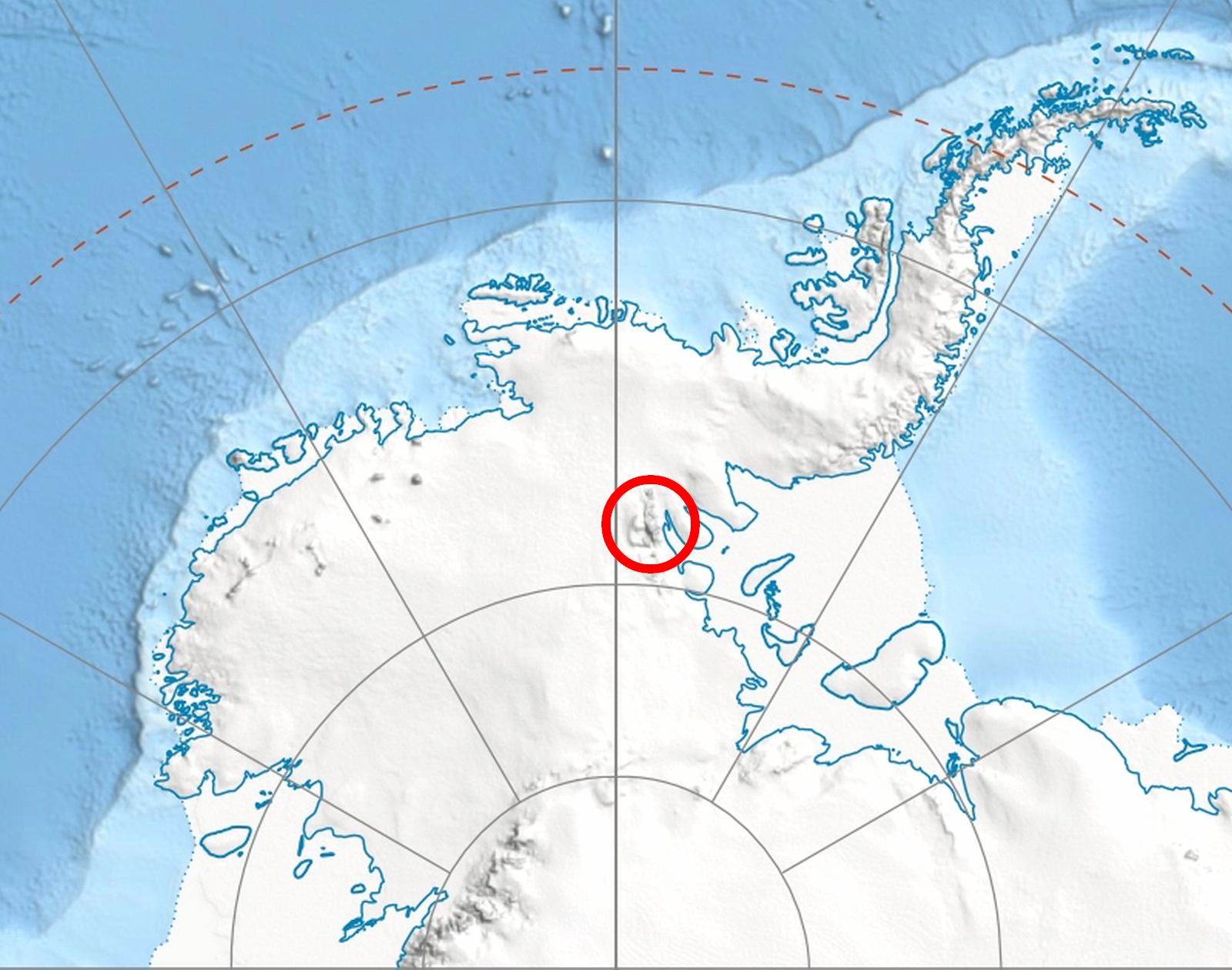

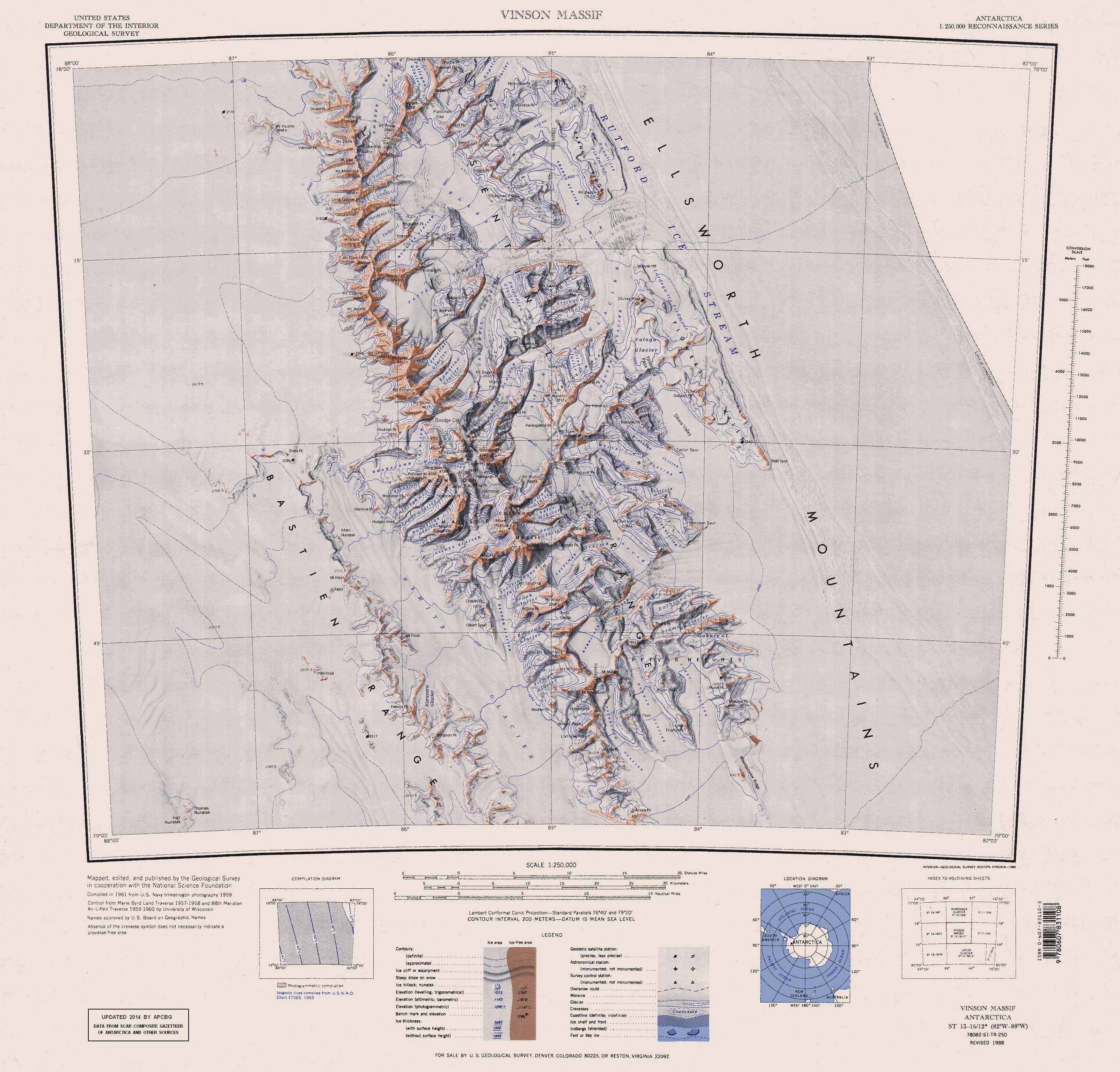

吉奧維內托山（英語：Mount Giovinetto），是南極洲的山峰，位於埃爾斯沃思地，處於奧斯滕索山以北3.7公里和菲茨山以南2.8公里，海拔高度4,090米，東面是魯姆亞納冰川，東北面是德柳冰川，現時由南極條約體系管理。